# Gare d'Okutama
La gare d'Okutama (奥多摩駅, Okutama-eki) est une gare ferroviaire terminus du bourg d'Okutama, dans la préfecture de Tokyo au Japon. Elle est gérée par la compagnie JR East.

## Situation ferroviaire
La gare est située au point kilométrique (PK) 37,2 de la ligne Ōme.

## Histoire
La gare a été inaugurée le 1er juillet 1944 sous le nom de gare de Hikawa. Elle est renommée Okutama le 1er février 1971.

## Service des voyageurs

### Accueil
La gare dispose d'un bâtiment voyageurs, avec guichets, ouvert tous les jours.

### Desserte
- Ligne Ōme :
  - voies 1 et 2 : direction Ōme et Tachikawa